# Rachel Starr
Rachel Starr, de son vrai nom Brandy Michelle Hargrove née le 26 novembre 1983 à Burleson (Texas, États-Unis), est une actrice de films pornographiques américaine.

## Biographie
Rachel Starr découvre le porno via l'intermédiaire de Jack Venice, un acteur porno qui travaillait comme strip-teaser en Californie, elle commence sa carrière d'actrice pornographique en 2007  à l'âge de 23 ans, elle apparait notamment dans des productions Brazzers, Bang Bros, Jules Jordan et autres.
Elle est nommée pour la meilleure scène de sexe en groupe en 2009 aux AVN Awards et pour la meilleure scène Three-Way en 2011.
Rachel Starr est intronisée au Temple de la renommée 2022, à la suite de sa nomination comme MILF of the year et de la meilleure personnalité des médias sociaux aux Fleshbot Awards 2021.